# Plexippus insulanus
Plexippus insulanus là một loài nhện trong họ Salticidae.
Loài này thuộc chi Plexippus. Plexippus insulanus được Tord Tamerlan Teodor Thorell miêu tả năm 1881.